# Mt. Helium
Mt. Helium (tidigare The Apex Theory) var ett armeniskt-amerikanskt band som spelade alternativ rock. De härstammade från Los Angeles, Kalifornien och grundades 1999. Från 2007 använde bandet namnet Mt. Helium.

## Medlemmar
1999 till 2002
- Ontronik Khachaturian – sång
- Art Karamian – gitarr
- David Hakopyan – basgitarr
- Sammy J. Watson – trummor

2002 till 2008
- Art Karamian – sång, gitarr
- David Hakopyan – basgitarr
- Sammy J. Watson – trummor

## Diskografi
Album
- Random Bursts (2001)
- Topsy-Turvy (2002)
- Faces (2008) (som Mt. Helium)

EPs
- Extendemo (2000)
- The Apex Theory (2001)
- inthatskyissomethingwatching (2004)
- Lightpost EP (2007)